# جاي روزين
جاي روزين (بالإنجليزية: Jay Rosen)‏ هو عازف جاز أمريكي، ولد في 20 نوفمبر 1961 في فيلادلفيا في الولايات المتحدة.

## وصلات خارجية
- جاي روزين على موقع ميوزك برينز (الإنجليزية)
- جاي روزين على موقع ديسكوغز (الإنجليزية)